# Greucourt
Greucourt is een plaats en voormalige gemeente in het Franse departement Haute-Saône in de regio Bourgogne-Franche-Comté en telt 88 inwoners (2011). De plaats maakt deel uit van het arrondissement Vesoul.

## Geschiedenis
De gemeente fuseerde op 15 december 2015 met Le Pont-de-Planches, en Vezet tot de commune nouvelle La Romaine.

## Geografie
De oppervlakte van Greucourt bedraagt 2,7 km², de bevolkingsdichtheid is dus 32,6 inwoners per km².
De onderstaande kaart toont de ligging van Greucourt met de belangrijkste infrastructuur en aangrenzende gemeenten.

## Demografie
Onderstaande figuur toont het verloop van het inwonertal (bron: INSEE-tellingen).